# شاي هالي
شاي هالي (بالإنجليزية: Shay Haley)‏ هو مغني أمريكي، ولد في 18 ديسمبر 1972 في بورتسموث في الولايات المتحدة.

## وصلات خارجية
- شاي هالي على موقع ميوزك برينز (الإنجليزية)
- شاي هالي على موقع ميوزك برينز (الإنجليزية)
- شاي هالي على موقع أول ميوزيك (الإنجليزية)
- شاي هالي على موقع ديسكوغز (الإنجليزية)